# Joanna Scanlan
Joanna Scanlan, född 27 oktober 1961 i West Kirby, är en brittisk skådespelare. 

## Utmärkelser
Scanlan har bland annat tilldelats en BAFTA Award för bästa kvinnliga huvudroll för filmen After Love 2022.

## Filmografi i urval
- 1997 – Jane Eyre (TV-film)
- 2001 – Jämna plågor (TV-serie) (1 avsnitt)
- 2003 – Flicka med pärlörhänge
- 2005–2012 – Trist, herr minister (TV-serie)
- 2006 – Notes on a Scandal
- 2007 – Stardust
- 2009 – In the Loop
- 2009–2012 – Jämna plågor (TV-serie) (15 avsnitt)
- 2013 – The Invisible Woman
- 2014 – Morden i Midsomer (TV-serie)
- 2014 – Rev. (TV-serie)
- 2016 – Bridget Jones's Baby
- 2018 – Requiem (TV-serie)
- 2020 – After Love
- 2023 – Boat Story (TV-serie)
- 2024 – En kunglig skandal (TV-serie)